# Levroux
Levroux település Franciaországban, Indre megyében. Lakosainak száma 2727 fő (2018. január 1.). Levroux Bouges-le-Château, Bretagne, Brion, Francillon, Moulins-sur-Céphons, Saint-Martin-de-Lamps, Villegongis és Vineuil községekkel határos.

## Népesség
A település népességének változása:
| Lakosok száma | 2830 | 2775 | 2940 | 2742 | 2727 |
|               | 2013 | 2015 | 2016 | 2017 | 2018 |